# FA Trophy
Il Football Association Challenge Trophy, più noto semplicemente con il nome di FA Trophy, è una competizione inglese di calcio per squadre semiprofessionistiche.

## Storia
Venne creato nel 1969 dalla Football Association, per dare alle squadre di natura semi-professionistica una propria coppa con reali possibilità di vittoria. A quell'epoca esistevano due coppe distinte: la FA Cup, per i club professionistici e la Coppa Amatori per i non professionisti. Poiché le squadre semiprofessionistiche giocavano nella prima coppa, non avevano una reale possibilità di mettersi in mostra. Venne così creato il Trofeo. Quando la FA Amateur Cup venne abolita nel 1974, i club più forti che vi prendevano parte vennero spostati nel FA Trophy.

## La formula della competizione
La competizione accetta la partecipazione delle società della National League e delle sottostanti tre associazioni parallele, la Northern Premier League, l’Isthmian Football League e la Southern Football League, che nell’insieme formano i quattro campionati semiprofessionistici inglesi.
L'FA Trophy si gioca, come la FA Cup, in scontri diretti con partite di sola andata, fatta eccezione per le semifinali, nelle quali esiste anche il ritorno. Solo in caso di parità alla fine del primo scontro, le squadre giocheranno una seconda partita, di norma in casa della squadra ospite all'andata. Tuttavia, le squadre si possono accordare per procedere direttamente ai tempi supplementari e ai calci di rigore già alla fine della gara di andata se le due squadre si trovano in parità. Le società di National League godono di esenzioni dai turni preliminari. I sorteggi per gli accoppiamenti sono assolutamente casuali e servono anche a determinare la squadra che gioca in casa (ossia la prima sorteggiata). La finale si gioca con partita di sola andata e, se il caso richiedesse, tempi supplementari e rigori. La finale viene disputata al Wembley Stadium.

## Albo d'oro
Qui di seguito sono elencate tutte le finali. In caso di parità alla fine dei 90', si giocano i supplementari e quindi si procede con i rigori. Solo in tre casi si è rigiocata la finale (1984, 1987 e 1988). Dalla stagione 2000/2001, la finale si gioca al Villa Park di Birmingham. Qui di seguito sono elencate tutte le finali.
| Anno      | Vincitori          | Risultato     | Secondi classificati | Note  | Spettatori       |
| --------- | ------------------ | ------------- | -------------------- | ----- | ---------------- |
| 1969-1970 | Macclesfield Town  | 2-0           | Telford Utd          |       | 28.000           |
| 1970-1971 | Telford Utd        | 3-2           | Hillingdon Borough   |       | 29.500           |
| 1971-1972 | Stafford Rangers   | 3-0           | Barnet               |       | 24.000           |
| 1972-1973 | Scarborough        | 2-1 (dts)     | Wigan                |       | 23.000           |
| 1973-1974 | Morecambe          | 2-1           | Dartford             |       | 19.000           |
| 1974-1975 | Matlock Town       | 4-0           | Scarborough          |       | 21.000           |
| 1975-1976 | Scarborough        | 3-2 (dts)     | Stafford Rangers     |       | 21.000           |
| 1976-1977 | Scarborough        | 2-1           | Dagenham             |       | 20.500           |
| 1977-1978 | Altrincham         | 3-1           | Leatherhead          |       | 20.000           |
| 1978-1979 | Stafford Rangers   | 2-0           | Kettering Town       |       | 32.000           |
| 1979-1980 | Dagenham           | 2-1           | Mossley              |       | 26.000           |
| 1980-1981 | Bishop's Stortford | 1-0           | Sutton Utd           |       | 22.578           |
| 1981-1982 | Enfield            | 1-0           | Altrincham           |       | 18.678           |
| 1982-1983 | Telford Utd        | 2-1           | Northwich Victoria   |       | 22.071           |
| 1983-1984 | Northwich Victoria | 1-1 (dts)     | Bangor City          |       | 14.200           |
|           | Northwich Victoria | 2-0           | Bangor City          |       | 5.805            |
| 1984-1985 | Wealdstone         | 2-1           | Boston Utd           |       | 20.775           |
| 1985-1986 | Altrincham         | 1-0           | Runcorn              |       | 15.700           |
| 1986-1987 | Kidderminster      | 0-0 (dts)     | Burton Albion        |       | 23.617           |
|           | Kidderminster      | 2-1           | Burton Albion        |       | 15.685           |
| 1987-1988 | Enfield            | 0-0 (dts)     | Telford Utd          |       | 21.328           |
|           | Enfield            | 3-2           | Telford Utd          |       | 7.005            |
| 1988-1989 | Telford Utd        | 1-0           | Macclesfield Town    |       | 19.576           |
| 1989-1990 | Barrow             | 3-0           | Leek Town            |       | 21..492          |
| 1990-1991 | Wycombe            | 2-1           | Kidderminster        |       | 34842            |
| 1991-1992 | Colchester Utd     | 3-1           | Witton Albion        |       | 32.254           |
| 1992-1993 | Wycombe            | 4-1           | Runcorn              |       | 32.968           |
| 1993-1994 | Woking             | 2-1           | Runcorn              |       | 15.818           |
| 1994-1995 | Woking             | 2-1 (dts)     | Kidderminster        |       | 17.815           |
| 1995-1996 | Macclesfield Town  | 3-1           | Northwich Victoria   |       | 8.672            |
| 1996-1997 | Woking             | 1-0 (dts)     | Dag & Red            |       | 24.376           |
| 1997-1998 | Cheltenham Town    | 1-0           | Southport            |       | 26.837           |
| 1998-1999 | Kingstonian        | 1-0           | Forest Green         |       | 20.037           |
| 1999-2000 | Kingstonian        | 3-2           | Kettering Town       |       | 20.034           |
| 2000-2001 | Canvey Island      | 1-0           | Forest Green         |       | 10.007           |
| 2001-2002 | Yeovil Town        | 2-0           | Stevenage Borough    |       | 18.809           |
| 2002-2003 | Burscough          | 2-1           | Tamworth             |       | 14.265           |
| 2003-2004 | Hednesford Town    | 3-2           | Canvey Island        |       | 6.635            |
| 2004-2005 | Grays Athletic     | 1-1 (dts)     | Hucknall Town        | [ 1 ] | 8.116            |
| 2005-2006 | Grays Athletic     | 2-0           | Woking               |       | 13.800           |
| 2006-2007 | Stevenage Borough  | 3-2           | Kidderminster        |       | 53.262           |
| 2007-2008 | Ebbsfleet Utd      | 1-0           | Torquay Utd          |       | 40.186           |
| 2008-2009 | Stevenage Borough  | 2-0           | York City            |       | 27.102           |
| 2009-2010 | Barrow             | 2-1 (dts)     | Stevenage Borough    |       | 21.223           |
| 2010-2011 | Darlington         | 1-0 (dts)     | Mansfield Town       |       | 24.688           |
| 2011-2012 | York City          | 2-0           | Newport County       |       | 19.844           |
| 2012-2013 | Wrexham            | 1-1 (dts)     | Grimsby Town         | [ 3 ] | 35.266           |
| 2013-2014 | Cambridge Utd      | 4-0           | Gosport Borough      |       | 18.120           |
| 2014-2015 | North Ferriby Utd  | 3-3 (dts)     | Wrexham              | [ 4 ] | 14.585           |
| 2015-2016 | Halifax Town       | 1-0           | Grimsby Town         |       | 46.781           |
| 2016-2017 | York City          | 3-2           | Macclesfield Town    |       | 38.224           |
| 2017-2018 | Brackley Town      | 1-1 (dts)     | Bromley              | [ 5 ] | 31.430           |
| 2018-2019 | Fylde              | 1-0           | Leyton Orient        |       | 42.962           |
| 2019-2020 | Harrogate Town     | 1-0           | Concord Rangers      |       | 0 (porte chiuse) |
| 2020-2021 | Hornchurch         | 3-1           | Hereford             |       | 6.000            |
| 2021-2022 | Bromley            | 1-0           | Wrexham              |       | 46.111           |
| 2022-2023 | Halifax Town       | 1-0           | Gateshead            |       | 27.374           |
| 2023-2024 | Gateshead          | 2-2 (7-6 dcr) | Solihull Moors       |       | 19.964           |
| 2024-2025 | Aldershot Town     | 3-0           | Spennymoor Town      |       | 38.000           |